# Blued
Blued는 중국 베이징에 본사를 두고 있는 게이 소셜 네트워크 애플리케이션으로, 현재 세계 최대 게이 소셜 네트워크이다. 2012년에 출시된 무료 애플리케이션으로, 현재 2천 7백만 명의 사용자를 보유하고 있다. 애플리케이션은 안드로이드 및 iOS에서 지원된다. 프로필 공유, 방송, 타임라인 및 그룹 대화가 주된 애플리케이션의 특징이다. 이 애플리케이션의 현재 가치는 6억 달러다.

## 같이 보기
- 틴더